# Алсон Кларк
Алсон (Елсон) Кларк (англ. Alson Skinner Clark; 25 березня 1876, Чикаго, Іллінойс, США — 23 березня 1949 Пасадіна (Каліфорнія), США) — американський художник-імпресіоніст, один з найвідоміших[джерело?] імпресіоністів Південної Каліфорнії.

## Біографія
Народився 25 березня 1876 року в Чикаго, штат Іллінойс.
Мистецьку освіту почав з навчання в Художньому інституті Чикаго, потім навчався в Лізі студентів-художників Нью-Йорка і в ательє Вільяма Чейза. Більшу частину своєї ранньої кар'єри художника провів в Парижі. У 1899 році навчався в Академії Жуліана.
Повернувшись до Сполучених Штатів 1901 року Кларк створив власну студію в Уотертаун, Нью-Йорк, а потім повернувся в Чикаго, де в 1903 році провів персональну виставку за результатами декількох років європейських і канадських подорожей. Під час Першої Світової війни служив в армії США в якості повітряного фотографа. У 1920 році Кларк, вже разом з дружиною, переїхали в Пасадені, Каліфорнія. Тут він викладав образотворче мистецтво в коледжі Occidental College в Ігл Роке і був директором Stickney Memorial School of Art в Пасадені. Потім він забезпечував студію в Палм-Спрінгс.
Був членом спільнот: Chicago Society of Artists, Pasadena Society of Artists, Salmagundi Club, Society of Western Artists, California Art Club. Отримав велику кількість призів за свої твори, його роботи знаходяться в багатьох музеях США.
Помер 23 березня 1949 року в Пасадені від серцевого нападу.